# サンタルピーノ
サンタルピーノ（伊: Sant'Arpino）は、イタリア共和国カンパニア州カゼルタ県にある、人口約15,000人の基礎自治体（コムーネ）。

## 地理

### 位置・広がり

#### 隣接コムーネ
隣接するコムーネは以下の通り。括弧内のNAはナポリ県所属を示す。
- チェーザ
- フラッタマッジョーレ (NA)
- フラッタミノーレ (NA)
- グルーモ・ネヴァーノ (NA)
- オルタ・ディ・アテッラ
- サンタンティモ (NA)
- スッチーヴォ

### 気候分類・地震分類
サンタルピーノにおけるイタリアの気候分類 (it) および度日は、zona C, 1207 GGである。
また、イタリアの地震リスク階級 (it) では、zona 2 (sismicità media) に分類される。